# 야누시 코르차크
야누시 코르차크(폴란드어: Janusz Korczak, 1878년 7월 22일 ~ 1942년 8월 5일), 본명은 헨릭 골드슈미트(Henryk Goldszmit)이며 ‘노老 의사(Stary Doktor)’ 또는 ‘의사 선생님(Pan Doktor)’이라 불리기도 한다. 1878년 혹은 1879년 7월 22일 바르샤바에서 출생, 1942년 8월 5일 혹은 6일 트레블린카(Treblinka)에 있는 독일 강제 수용소에서 살해되었다. 
혁신적인 교육학자로 아동교육의 이론과 실제를 다른 책을 여럿 출간하였다. 아동인권운동 분야의 선구자이기도 하다. 고아원 원장으로서, 아이들끼리 운영하는 법정을 만들어 어린이들이 자기들이 제기한 쟁점을 스스로 처리하고, 선생님들까지 법정에 소환할 수 있도록 했다. 코르차크가 설립한 고아원 ‘고아들의 집(Dom Sierot)’을 방문한 저명한 스위스 심리학자 장 피아제(Jean Piaget)는 코르챡에 대해서 이렇게 말한 적이 있다 – “코르차크는 자기가 돌보고 있는 아이들을 완전히 믿을 수 있는 용기를 가진 훌륭한 사람이다. 또한 그 아이들의 손에 서로의 생활을 규제하고 잘못을 처벌할 수도 있는, 책임감을 필요로 하는 가장 어려운 일을 맡겼다.”
코르차크는 어린 독자들을 위해“작은 비평(Mały Przegląd)”이라는 잡지를 창간하였는데, 어린이들이 보내오는 창작물로 만들어진 최초의 잡지이기도 하다. 코르차크는 아동의 발달과 심리, 그리고 교육방식의 진단 분야에서 선구자적인 역할을 하였다.
폴란드 태생 유태인으로서, 일생을 통해 스스로 두 민족에 속해있음을 항상 밝혔다.

## 생애

### 청소년기와 교육
코르차크는 바르샤바의 폴란드화된 유태인 가문의 변호사인 유제프 골드슈미트(Józef Goldszmit 1844년 ~ 1896년)와 겜비츠카(Gębicka) 가문의 체칠리아(Cecylia) 사이에서 태어났다. 출생신고서 원본이 보존되지 않았으므로 생년월일은 확실하지 않다. 골드슈미트가(家)는 루블린(Lublin)지역 출신이고, 겜비츠카가(家)는 포즈난(Poznań)지역 출신이다. 코르착의 외증조할아버지인 마우리치 겜비츠키(Maurycy Gębicki)와 친할아버지인 헤르쉬 골드슈미트(Hersz Goldszmit)는 의사였다. 아버지와 외할아버지, 외할머니의 묘는 바르샤바의 오코포바(Okopowa) 거리에 있는 유태인 공동묘지에 있다(어머니 묘는 발견되지 않음).
초창기에 부유했던 골드슈미트 가정의 재정은 아버지의 정신병으로 인해 악화되기 시작하였다. 1890년대 초반에 아버지인 유제프는 광기로 인해 정신병동에 수용되었고, 1896년 4월 26일 사망했다. 아버지가 사망한 이후에 17~18세의 고등학생이던 코르챡은 집안 살림을 돕기 위해 과외를 시작했다. 어머니인 체칠리아 골드슈미트는 바르샤바에 있는 집의 방들을 세놓아 돈을 벌었다. 코르차크는 스무 살이 되어서야 고등학교 졸업시험인 마투라(matura)에 통과하였다.
어린 시절부터 코르차크는 수 많은 책을 읽었다. 수년 후 바르샤바 게토(유태인 강제 거주지역)에서 자기 일기장에 이렇게 적었다 “독서에 완전히 미쳤다. 세상은 내 눈앞에 사라지고 오직 책만이 남아 있다.”
1898년에 바르샤바에 있는 제정 대학 의학부에서 공부하기 시작했다. 1899년 여름에 첫 번째 외국 여행을 했는데, 이 때 스위스에서 요한 하인리히 페스탈로치(Johann Heinrich Pestalozzi)의 교육 활동과 연구에 대해 배웠다. 같은 해 말에는 바르샤바 자선 협회에서 했던 독서 교실 활동으로 인해 잠시 구속당하기도 했다. 대학교 1학년 과정에 유급되어 총 6년 동안 대학에 다녔고, 또한 ‘이동 대학(Uniwersytet Latający)’에서도 공부하였다. 대학 시절 자신의 경험을 통해 빈민, 노동자계층, 극빈 노동자 계층의 삶에 대해 알게 되었다. 그는 프리메이슨 단체인 „바다의 별(Gwiazda Morza)”의 회원이었으며, 국제단체인 “Le Droit Humain”의 회원으로 활동하기도 했는데, 이 단체는 ‘종교의 장벽에 의해 나뉜 사람들을 화해시키고, 타인을 존중하며 진실을 추구’하려는 목표를 가지고 있었다.

### 의사로서의 코르차크

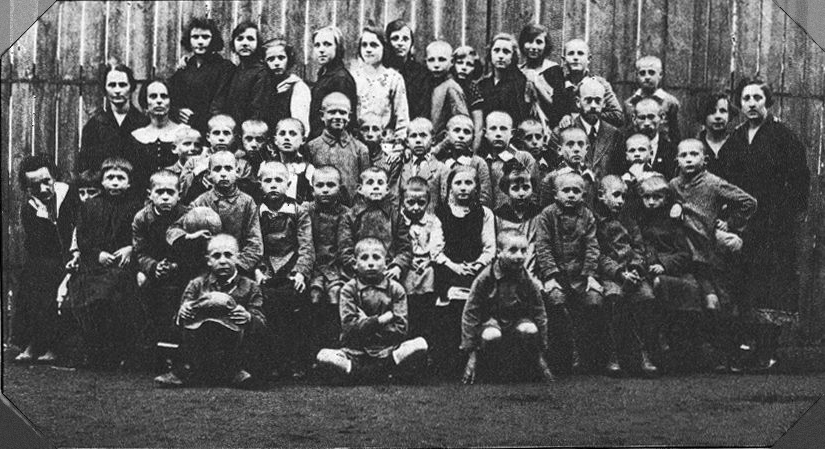
1920년대 어린이들과 함께 한 코르차크

1905년 3월 23일 코르차크는 의사 자격증을 땄다. 같은 해 6월 러시아 황실군대로 징병되어(당시 폴란드는 러시아, 오스트리아, 프로이센 3국에 의해 분할 점령된 상태였다) 하얼빈에서 군복무를 하였으며 러∙일 전쟁에도 참전하였다. 만주에서는 아이들로부터 중국어를 배웠다. 1906년 3월말에 바르샤바로 돌아왔다. 1905년부터 1912년까지 베르손과 바우만 아동병원(Szpital dla Dzieci im. Bersonów i Baumanów)에서 소아과 의사로 일하였다. 병원에서 숙소를 제공받는 대신, 병원의 당직 의사로 항시 근무를 하며 헌신적으로 자신의 임무를 수행했다. 왕진을 다닐 때면 가난한 사람들이 사는 구역을 피하지 않았다. 돈이 없는 환자들에게는 냈다고 표시만 할 수 있는 수준의 진료비만 받았고 스스로 환자들에게 약값을 주기도 했지만, 부유한 사람들로부터는 문학가로서의 명성을 이용해 많은 사례금을 요구하기도 했다.
1907년 ~ 1910/1911년 사이에는 경력을 쌓기 위해 외국의 여러 강연에 참석하고, 소아 클리닉에서 수련의로 근무했으며, 교육과 관계된 여러 연구기관과 복지시설을 방문하였다. 베를린에서 거의 1년 (1907년 ~ 1908년), 파리에서 4개월 (1910년), 런던에서 1개월 (1910년 혹은 1911년)을 지냈다. 후에 그는 편지에, 바로 런던에서 자신의 가정을 꾸리지 않고 „어린이들과 그들의 문제를 위해 일하겠다”는 결심을 하게 되었다고 쓴 적이 있다. 당시 코르차크는 사회운동에 매우 열정적이어서 ‘바르샤바 위생협회(Warszawskie Towarzystwo Higieniczne)와 ‘여름캠프협회 (Towarzystwo Kolonii Letnich:TKL)’등의 회원으로 활동했다. 1904년, 1907년, 1908년에는 폴란드와 유태인 어린이들을 위해 TKL에서 주최한 여름캠프에 참여했다. 1906년에는 잡지 ‘살롱의 아이(Dziecko Salonu)’를 발간하여 비평가들과 독자로부터 호평을 받았다. 이후 출판물들로 인해 얻은 명성으로 그는 바르샤바에서 인기 있는 소아과 전문의로 이름을 떨쳤다. 1909년에 유태인 단체인 ‘고아 원조(援助) 협회 (Pomoc dla Sierot)”에 가입하였는데, 이 단체는 몇 년 후에 „고아들의 집(Dom Sierot)”을 설립하여 코르차크에게 원장직을 맡겼다.
1차 세계대전이 발발하자 코르차크는 다시 제정 러시아의 군대에서 복무를 해야 했다. 코르차크는 주로 우크라이나 지역에 머무르며 사단 야전병원 부원장 직을 맡았다. 1917년에는 키예프 근처의 우크라이나 어린이 보호시설에서 의사 직을 맡도록 소환되었다. 코르차크는 2년 전 키예프에서 짧은 휴가를 보낸 적이 있었는데, 그때 키예프의 폴란드 남아보육시설을 운영하고 있던 사회운동가이자 독립운동가인 마리아 로고프스카 팔스카 (Maria z Rogowskich Falska)와 만난 적이 있었다. 러시아 군대에서 대위로 전역한 후 1918년 6월 바르샤바로 돌아왔다. 그러나 폴란드가 독립을 선언한(1918년 11월 11일) 이후 다시 입대한다.
이번에는 재결성된 폴란드 육군으로 징병되었다. 폴란드-볼셰비키 전쟁(1919년 ~ 1921년)때는 군의관으로서 우츠(Łódź)와 바르샤바의 군 병원에서 근무하였는 데 티푸스를 앓기도 했다. 이 때의 공로를 인정받아 폴란드 군대의 대위에서 소령으로 진급되었다.

### 교육자로서의 코르차크

#### 코르차크의 철학
코르차크는 청소년 시절부터 아동교육과 관련된 일에 많은 관심을 가졌다. "새로운 교육"의 이론과 실제의 영향을 받았다. 존 듀이(John Dewey)의 진보주의 교육이론과 데크롤리(Decroly), 몬테소리(Montessori), 초기 교육학자인 페스탈로치(Pestalozzi), 스펜서(Spencer) 프뢰벨(Fröbel)의 연구를 통해 영감을 얻었으며, 또한 톨스토이의 교육사상도 잘 알고 있었다. 코르챡은 언제나 어린이들과의 대화의 필요성에 대해 강조했다.
아동양육과 교육학에 관한 저서들을 출판했으며, 많은 강연을 하기도 했다. 처음에는 개인 교사로, 그 다음에는 사회운동가로, 나중에는 ‘고아들의 집(Dom Sierot)’ 원장으로 ‘우리들의 집(Nasz Dom)’의 공동 설립자로 아이들과의 경험을 쌓아 갔다. 1차 세계대전과 2차 세계대전 사이에는 국립 특수교육 연구소 (Państwowy Instytut Pedagogiki Specjalnej - 지금의 마리아 그제고제프스카 특수 교육학교 (Akademia Pedagogiki Specjalnej im. Marii Grzegorzewskiej)), 국립 유대교 교사학교 (Państwowe Seminarium Nauczycieli Religii Mojżeszowej), 국립 교사연구소(Państwowy Instytut Nauczycielski) 등 여러 폴란드 고등 교육 기관에서 가르쳤다.
코르차크는 어린이 인권 보장을 강조하며 어린이들이 자율과 권리, 자유를 보장받아야 한다고 주장했다. 코르차크가 일하는 아동교육시설에서 교사들은 어른과 아이들을 똑같이 대하는 민주적인 원칙을 매일매일 실행했다. “어린이는 어른과 똑같이 연상하고 판단을 내리지만 – 경험의 짐만 가지고 있지 않을 뿐이다.” [출처가 필요함]
어린이들에 의한, 어린이들을 위해 간행된 잡지는, 아이들에게 토론의 장을 제공하고 새로운 재능을 계발했으며 특히 정통 유태인 가정의 아이들이 사회에 융화할 수 있는 기회를 제공했다. 의사로서 그는 사회에 부적응하는 어린이들을 다시 사회로 돌려보내기 위해 복합적이고도 혁신적인 교육법으로 아이들을 돌보았다.
코르차크는 어린이가 있어야 할 곳은 집 구석이 아닌 또래 친구들 사이여야 한다고 주장했으며, 어린이들이 스스로 일찍이 가진 신념과 이제 막 생겨난 세계관을 서로 공유하고, 사회화 과정에 순응하면서 성인의 삶을 준비할 수 있도록 노력했다. 그는 아이들이 전혀 의무가 없지는 않지만, 걱정거리는 없는 어린 시절을 보낼 수 있도록 하기 위해 최선을 다하였다. 코르챡은 어린이가 주어진 상황에 대해 스스로 깨닫고, 감성적으로 체험하고 겪으면서 결론을 유추할 수 있어야 한다고 믿었고, 그럼으로써 다른 상황에 대비할 수 있어야 한다고 주장했다. 그러한 코르차크의 의견은 다음과 같은 말에 잘 나타나 있다.„어린이는 없다 – 다만 사람들이 있을 뿐이다”.
코르차크는 자기가 치료했거나 돌봤던 모든 어린이들은 자신의 아이라 생각했다. 코르차크의 이후 활동에서 이러한 마음은 확실하게 드러난다. 다른 사람을 위하는 코르차크의 신념은 자신의 아이들을 차별대우를 하거나 편애하는 것을 허락하지 않았다. 그는 전통적 가족 구조가 인간관계의 가장 중요하고 기본적인 사회적 유대관계의 중심이라고 생각하지 않았다. 특히 보수적인 가톨릭이나 정통 유태교에서 제시하는 가족의 역할에 대해서는 회의적이었다.
코르차크에 의하면 가정교육에 있어서 가장 중요한 요소들은 다음과 같다.
- 나이 또는 맡은 역할의 차이에서 발생하는 물리적, 언어적 폭력을 방지한다.
- 어린이와 어른 교육의 상호 작용으로 기존 교육학의 개념을 넓힌다.
- 어린이는 어른과 똑같은 사람이다.
- 교육과정은 모든 어린이 개개인의 개성과 상태를 염두에 두어야만 한다.
- 어린이의 필요, 목표, 감정은 어린이 자기 자신이 제일 잘 알고 있으며, 어린이의 의견은 어른들에 의해 존중되어야 한다.
- 어린이는 존중 받을 권리, 무지(無知)의 권리, 실패의 권리, 사생활의 권리, 자기의견의 권리 그리고 소유의 권리를 가지고 있다.
- 어린이의 성장과정은 힘든 일이라는 인식이 필요하다.

#### 현재의 인식
근래 야누시 코르차크는 점점 더 많은 사람들에 의해 교육학의 선구자로 받아들여지고 있다. 아동의 권리를 이해하는 그의 방식은 많은 교육학자들의 기준점이 되고 있다. 코르차크는 ‘세상을 개혁하는 것은 교육방식을 개혁하는 것이다’라고 생각했다.
코르차크가 오늘날 윤리 교육의 선구자로 여겨지지만, 그는 이에 관한 이론 체계는 설립하지 않았다. 그의 현대적인 교육 아이디어들은 실천에 의존하였다. 코르차크는 자기 세대의 심리학적, 교육학적 경향을 잘 알고 있었지만 여러 학설에 반대하는 입장이었다. 이고르 네베를리(Igor Newerly)에 따르면 코르차크는 구체적인 정치적, 교육적 이데올로기를 갖지 않았다고 한다.
그러나 코르차크는 몇 가지 교육방법의 선구자로 알려져 있다. 콜베르그(Kohlberg)는 그의 어린이 정의사회(Children Just Community)는 코르차크의 경험에 근거하고 있다고 생각한다. 코르차크와 파울루 프레이리(Paulo Freire)가 학교 내에서의 민주화 정책과 대화이론에 대해 비슷한 견해를 가지고 있다는 학설도 있다. 교육자적인 사랑의 지지자들은 자신들의 이론을 코르차크가 연구한 교사와 학생의 상관관계 모델로 뒷받침하고 있다. 또 다른 저자들은 코르챡과 마르틴 부버(Martin Buber)가 종교교육의 창시자라는 주장을 펼치고 있다. 코르차크의 사상은 정신지체장애 어린이들을 교육하는 데에 있어 ‘정상화 이데올로기(ideology of normalization)’에 반영되고 있다. 그가 어린이들에게 접근한 교육방법은 2차 세계대전 이후 아동을 위한 입법에 많은 영향을 주었다. 이에 동참했던 폴란드는 후에 1959년 어린이 인권선원 준비에도 활발하게 기여했고, 1989년 국제연합총회에 의하여 채택된 ‘아동의 권리에 관한 협약(Konwencja o prawach dziecka)’을 발의하였다.

### ‘고아들의 집’과 ‘우리들의 집’

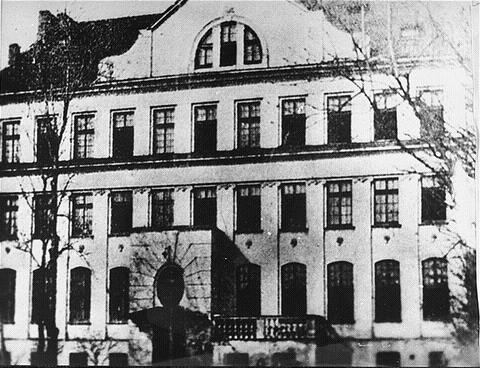
코르차크가 일하던 크로흐말나 거리의 고아원

코르차크는 스테파니아 빌친스카(Stefania Wilczyńska, 1886년 ~ 1942년)와 함께 유태인 단체인 ‘고아 원조협회’의 지원을 받아 유태인 어린이들을 위한 고아원 „고아들의 집”을 설립했는데, 건물의 주소는 크로흐말나(Krochmalna)거리 92번지(현재 Jaktorowska 거리 6번지)였다. 1912년 4월 7일에 고아원을 개원하고, 코르차크가 원장이 되었다. 주임선생의 직책은 „스테파 부인”이라 불렸던 스테파니아 빌친스카가 맡았다. 코르차크는 이 고아원을 30년 동안 이끌었다. 1940년 10월과 11월 사이에 “고아들의 집”은 게토 구역인 흐워드나(Chłodna) 거리로 옮겨졌다. 나치의 개입으로 인해 강제로 이사해야 했을 때 코르차크는 사무실에서 체포되어 파비악(Pawiak)에 있는 감옥에 갇혔으나 보석금으로 풀려날 수 있었다.
1919년부터 코르차크는 마리아 팔스카(Maria Falska)와 함께 두 번째 어린이 보호시설인 폴란드 아이들을 위한 고아원 „우리들의 집”을 설립했다. 초기에 바르샤바 근처에 있는 프루쉬쿠프(Pruszków)에 자리잡았던 „우리들의 집”은 1928년 바르샤바의 비엘라니(Bielany) 구역으로 옮겨졌다. 팔스카와의 협력은 1936년까지 이어졌는데, „우리들의 집”에서는 혁신적인 교육방법이 적용되었다.
두 시설 모두 7~14세의 아동을 받아들였으며 자기들만의 기구 즉, 법정, 신문, 직무 분할체계, 공증사무소, 신용조합 등을 만들어 자치사회의 이상을 실현하였다. 코르챡은 자신의 교육활동을 인정받아 독립기념일인 1925년 11월 11일에 4등급 폴로니아 레스티투티(Polonia Restituti) 훈장을 받게 되었고, 수여식은 1926년에 치러졌다.

### 작가, 시사 평론가, 라디오 진행자로서의 코르차크
문단에는 1896년 9월 26일 주간지 ‘콜체(Kolce: 가시)’를 통해 등단했다. 아직 중학생 신분이었으므로 잡지에 정식으로 연재를 할 수 없었기 때문에 자신의 작품에 서명을 할 때는 필명 ‘헨(Hen)’을 사용했고, 나중에는 이외에도 ‘헨-릭(Hen-ryk)’, ‘하고트(Hagot)’, ‘노 의사(Stary Doktor)’와 같은 여러 다른 필명을 썼다. 유제프 이그나치 크라시츠키(Józef Ignacy Krasicki)의 작품 ‘야나쉬 코르챡과 칼 대장장이의 아름다운 딸(O Janaszu Korczaku i pięknej miecznikównie)’에서 따온 필명 야누시 코르차크로 본명보다 더 잘 알려지게 되었으며 이것이 후에 야누시 코르차크로 변경되었다. 야나시 코르차크로 처음 사인을 한 것은 1898년 4막으로 이루어진 희곡 “어느 쪽일까? (Którędy?)”를 희곡 공모전에 제출할 때였다. 이 작품은 남아있지 않다. 1898년부터 1901년까지는 잡지 ‘모두를 위한 책방(Czytelnia dla Wszystkich)’에서 연재할 때에 1900년부터 야누시 코르차크란 이름으로 연재를 시작했고, 사적인 편지에도 이 이름을 썼으나 다른 필명도 계속 사용하였다.
평론 작업으로는, 헨-릭(Hen-Ryk)이라는 이름으로 풍자주간지 ‘콜체((Koice)’0와 함께 일하며, 1901년부터 논평을 쓰기 시작했다. 1905년에는 ‘콜체((Koice)’에 실렸던 논평 선집인 ‘코샤우키 오파우키(Koszałki opałki)’를 발간했고, 1901년에는 소설 ‘거리의 아이들(Dzieci ulicy)’를 출판했다.
코르차크가 후세에 남긴 문학작품으로는 24개의 책과 여러 잡지에 인쇄된 1400여 개의 텍스트가 있지만, 여태까지 보존되어 오는 원고와 문서의 개수는 많지 않은데, 이중 편지가 300여장 가까이 된다. 교육과 관련된 중요한 저서로는 4부작 ‘아이를 사랑하는 방법(Jak kochać dziecko)’ (1920년), ‘교육의 시기(Momenty wychowawcze)’(1924년), ‘나는 언제 다시 어려질까(Kiedy znów będę mały)’ (1925년), ‘어린이의 존중 받을 권리(Prawo dziecka do szacunku)’ (1929년), ‘재미나는 교육학(Żartobliwa pedagogika)’ (1939년) 등이 있다. 어린이책으로는 20여 개국 언어로 번역된 ‘마치우쉬 1세(Król Maciuś Pierwszy)’와 ‘무인도의 마치우쉬 왕(Król Maciuś na bezludnej wyspie)’ (1923년) 그리고 ‘작은 젝의 파산(Bankructwo małego Dżeka)’ (1924년), ‘인생의 법칙(Prawidła życia)’ (1930년), ‘마술사 카이투쉬(Kajtuś Czarodziej)’ (1935년) 등이 있다.
1937년 코르차크의 창작문학작품으로 폴란드문학협회(Polska Akademia Literatury)로부터 황금월계관 (Złoty Wawrzyn Akademicki)을 수상했다. 2차 세계대전 당시에 쓴 일기가 남아있는데, 그의 전쟁경험과 일기를 쓰기 시작한 계기를 보여주는 중요한 자료이다.교육학 연구에 코르챡은 그 당시로는 매우 현대적인 도구를 사용하였다. 코르차크가 발간한 어린이와 청소년을 위한 잡지 ‘작은 비평(Mały Przegląd)’ (1926년 ~ 1939년)은 매주 한 번 바르샤바의 일간신문 ‘우리의 비평(Nasz Przegląd)’의 부록으로 나왔다. 폴란드에서는 처음으로 어린이들에 의해 만들어진 잡지의 창간호는 1926년 9월 1일에 출판되었다. „작은 비평”의 편집장은 종전 후에 이고르 네베를리(Igor Newerly)라 알려진 예쥐 아브라모프(Jerzy Abramow)가 맡았는데, 그는 코르차크의 비서로 일하기도 했다.
1930년대에 들어 반유대주의와 인종차별, 비 관용적인 풍조가 만연했음에도 불구하고 코르차크는 잡지 발간을 멈추지 않았다. 마지막 호는 1939년 9월 1일에 출간되었다.
‘노 의사’이며 훌륭한 교육자였던 그는 라디오 프로그램에서도 활동했다. 어린이 청취자들에게 말하는 자신만의 방법으로, 중요한 이야기들을 알기 쉽게 전달했다. 1936년 격동치는 반유대주의와 외부의 압력으로 인해 평론가들과 청취자들의 열광적인 반응에도 불구하고 “노 의사”의 교육프로그램은 라디오에서 사라지게 되었다. 2년 후에 코르차크는 라디오 스튜디오로 돌아왔고, 폴란드 국영 라디오에서는 전쟁 발발 직후인 1939년 9월 초까지 그의 목소리를 들을 수 있었다.

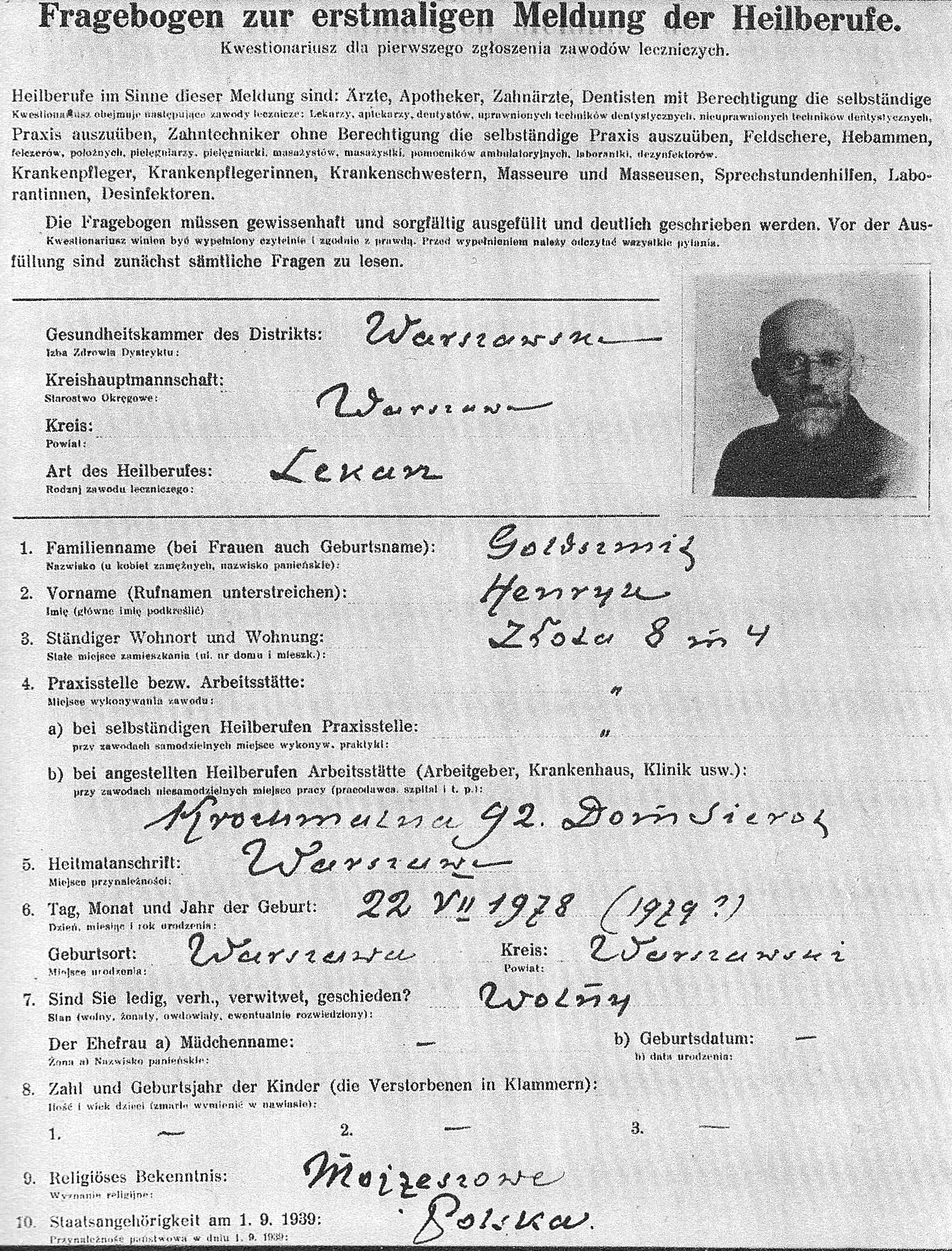
1940년 독일군이 바르샤바를 점령한 무렵 의무적으로 의사들의 사임을 강요한 당시 코르차크의 통지서

### 2차 세계대전, 게토, 마지막 행진
폴란드 군대의 장교로서 코르차크는 2차 세계대전 발발 후에 재 입대를 요청하였으나 나이가 많다는 이유로 받아들여지지 않았다. 독일이 점령한 동안에도 폴란드 군복을 입고 다녔다. 나치에 의해 강요된 유대인 식별 표시, ‘다윗의 별’은 신성모독이란 이유로 착용하지 않았다. 인생의 마지막 수 개월은 바르샤바 게토 구역에서 보냈다. 나중에 그의 전기 작가인 네베를리는 이 때 게토 구역 외부에서 문서를 조작하여 코르챡을 탈출시키려 했으나 그가 이를 거절했다고 한다. 1939년 게토에서 다시 정기적으로 일기를 쓰기 시작했다. 앞서 2년여 동안 „고아들의 집”과 다른 게토 내의 아이들과 관련된 일에 전념하느라 아무것도 쓰지 못했었다. 코르차크의 일기장은 종전 후 1958년 바르샤바에서 처음으로 출판되었는데, 일기에 기재된 마지막 날짜는 1942년 8월 4일이다.
1942년 8월 5일 또는 6일 아침 „작은 게토” 구역에서 나치 친위대 일원, 우크라이나 경찰, 라트비아 경찰로 이루어진 그룹에 의해 포위되었다. „대 작전”이라고도 불리었던 나치독일에 의한 바르샤바 게토 유태인 학살의 주요 단계에서 코르차크는 또 다시 „고아들의 집”의 어린이들과 선생님들을 내놓는 조건으로 목숨을 살려 주겠다는 나치의 제안을 뿌리친다. 게토로부터 강제수용소로 유태인 강제이주가 진행되던 날, 코르차크는 강제수용소까지의 운송차량들이 모여있는 움슐라그플라츠 (Umschlagplatz)까지 자기 고아원 아이들 200여 명과 스테파니아 빌친스카를 포함한 수십 명의 선생님들과 함께 행진을 가졌다. 그들의 마지막 행진은 전설이 되었고 저자들에 따라 세부사항이 다르기는 하지만 전쟁 회고록에 자주 등장하는 주제가 되고 있다.
```
„나는 이 이야기의 도금을 벗기거나 우상파괴자가 되고 싶지는 않다. 하지만 내가 그때 본 것에 대해 기록하고 싶다.
공기 중에는 거대한 무력함과, 무의식, 냉담만이 떠돌았다. 코르차크가 오고 있었지만 아무런 소동도 없었고,
그에게 인사하는 사람도 없었고(몇몇 사람들이 묘사했던 것과 달리 말이다),
유태인자문위원회에서 보낸 전달자는 더더욱 없었으며,아무도 코르챡에게 접근하지 않았다.
몸짓도, 노래도, 자랑스럽게 든 고개도 없었고, 나는 잘 기억이 안 나지만 다른 사람들은 그가 „고아들의 집” 깃발을 들고 있었다고 한다.
끔찍하고 참기 힘든 정적이었다. (...) 한 아이가 그의 옷깃 아니면 손을 잡고 있었는데 최면에 걸린 것처럼 같이 걸어갔다.
나는 그들을 움슐라그플라츠까지 바래다...”
[
12
]
```

다른 글에 따르면 아이들이 4명씩 짝을 지어서 코르차크의 동화책 주인공인 마치우쉬 왕의 깃발을 들고 갔다고 한다. 모든 아이들은 자기가 제일 좋아하는 책 또는 장난감을 가지고 있었다. 행진에 앞장선 한 남자아이는 바이올린을 연주했다. 우크라이나인들과 나치 친위대는 매질을 하고 아이들 무리 위에 총을 쏘아댔지만 그들 중 한 명은 어린이들에게 동정을 느껴 직접 행진을 이끌었다. 코르차크는 트레블린카(Treblinka)에 있는 히틀러 강제수용소에서 자신의 학생들과 함께 목숨을 잃었다.
1948년 사망 후 5등급 폴라니아 레스티투티(Polonia Restituti) 훈장을 수여 받았다.
사후 57년 뒤인 1979년, 유엔은 마지막까지 아이들을 위해 살아온 코르차크의 숭고함을 기억하고자 그의 탄생 100주년을 기념하여 1979년을 세계 아동들의 해로 기념하고 아동권리협약을 시행한다.

## 코르차크의 정체성

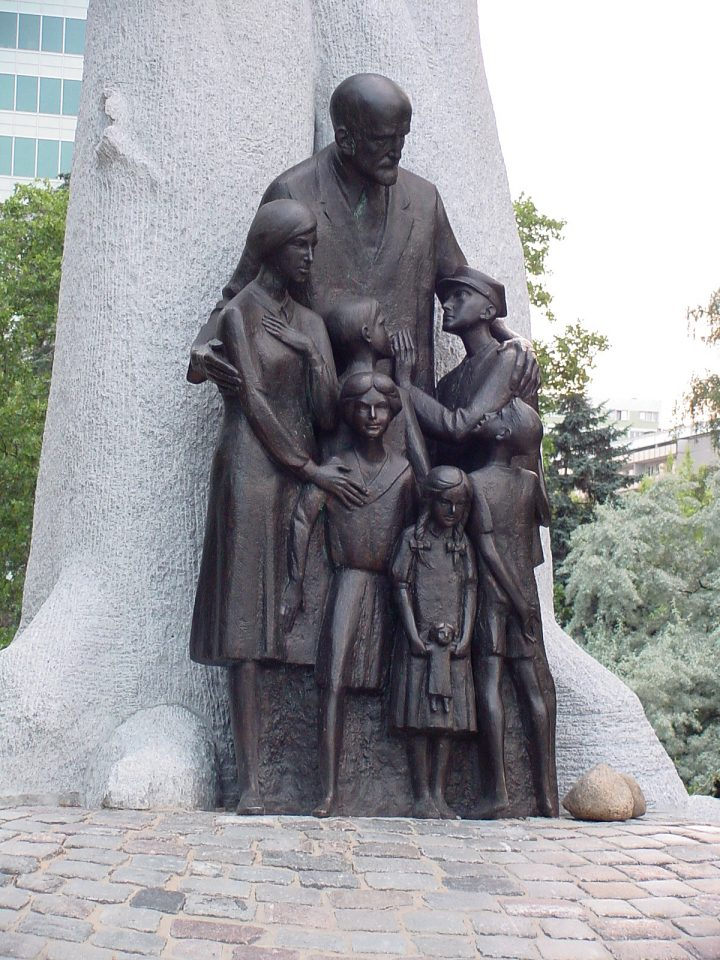
바르샤바에 있는 코르차크의 기념비

야누시 코르차크는 자기 자신을 유태인이자 폴란드인이라고 생각했다. 폴란드인과 유태인들의 관계 융화를 위해 노력했다. 코르차크의 모국어는 폴란드어였으며 폴란드어로 작품을 썼다. 1930년대 무렵 시오니즘운동에 동참하였을 때 폴란드에 거주하는 유태인들 대부분이 사용하던 이디시어는 독일어를 통해 조금 밖에 알아들을 수 없었으므로 히브리어를 배우기 시작했다. 그 무렵에 유태인 조국의 재건에 많은 관심을 쏟았다. 시오니즘 청년단체들과 협력하며 그들의 세미나에 참석하기도 했다. 그 당시 코르차크는 사생활과 직장생활에 있어서 고비를 맞았으나 1934년과 1936년 ‘과거를 흡수하고, 현재를 사색하는데 도움을 찾고, 더 나아가 미래를 향해 손을 뻗기 위해’ 떠난 두 차례에 걸친 팔레스타인으로의 여행이 시련기를 버티는데 힘이 되었다.

## 관련영화
- ‘코르차크 박사, 당신은 자유라네 ’ 원제목 ‘Sie sind frei Doktor Korczak’ 알렉산더 포드(Aleksander Ford) 감독의 독일 영화. 제작년도 1975년. 영화는 야누시 코르차크 생애의 마지막 년도를 담고 있다. 주연 레오 젠(Leo Genn)

- ‘코르차크 (Korczak)’ 감독 안제이 바이다(Andrzej Wajda), 시나리오 아그니에슈카 홀란드(Agnieszka Holland)의 폴란드 영화. 제작 년도 1990년. 본 영화는 코르착 박사의 운명과 부분적으로 나치가 ‘라인하르트(Reinhardt) 작전’ 당시 ‘우리들의 집’의 아이들과 선생님들에게 저질렀던 만행을 표현했다. 코르착의 역은 배우 보이치에흐 프쇼니악(Wojciech Pszoniak)이 맡았다.

## 참고 문헌
1. 1,0 1,1 1,2 Joanna Olczak-Ronikier, Korczak, Próba biografii, W.A.B., Warszawa, 2011
2. 50-lecie Polskiego Komitetu Korczakowskiego. Materiały na uroczyste spotkanie w dniach 6 i 7 XII 1996 w Warszawie, Warszawa: Polski Komitet Korczakowski, 1996
3. Anolik B.: Pamięć przywołana, Kraków, Oficyna Cracovia, 1996
4. Dębnicki K.: Korczak z bliska. Warszawa, LSW, 1985
5. Falkowska, Maria: Kalendarz życia, działalności i twórczości Janusza Korczaka. Zakład Systemów Wychowawczych. Pracownia Korczakowska, Nasza Księgarnia, Warszawa 1989.
6. Falkowska M.: Stefania Wilczyńska (1886-1942). Matka sierot. Warszawa Korczakianum, 1997
7. Humaniści o prawach dziecka. Red. J. Bińczycka Kraków: Impuls, 2000
8. Jakubowski M.: Janusz Korczak i jego dokonania. Częstochowa, WSP, 1996
9. Jaworski M.: Janusz Korczak. Warszawa, Interpress, 1977
10. Janusz Korczak. Bibliografia polska 1896-1942. Heinsberg: Agentur Dieck, 1985
11. Janusz Korczak. Bibliografia polska 1943-1987. Heinsberg: Agentur Dieck, 1987
12. Janusz Korczak w getcie. Nowe źródła. Warszawa, Latona, 1992
13. Janusz Korczak – życie i dzieło. Materiały z Międzynarodowej Sesji Naukowej Warszawa, 12-15 października 1978. Warszawa, WSiP, 1982
14. Korczakowskie dialogi, red. J. Bińczycka, Warszawa, Wydawnictwo Akademickie Żak, 1999
15. Lewin A.: Gdy nadchodził kres... Ostatnie lata życia Janusza Korczaka, Warszawa, WSiP, 1996
16. Lewin A., Korczak znany i nieznany, Warszawa, Ezop, 1999
17. Lewin A., Tryptyk pedagogiczny, Warszawa, Nasza Księgarnia, 1986
18. Lichten J.: Janusz Korczak – Żyd polski, Więź 1983, nr 4
19. Matyjas B., Aktywność kulturalna dzieci i młodzieży w teorii i praktyce pedagogicznej Janusza Korczaka, Kielce, WSP 1996
20. Merżan I., Aby nie uległo zapomnieniu, Warszawa, Nasza Księgarnia, 1987
21. Merżan I., Pan Doktór i pani Stefa: wspomnienia, Warszawa, WSiP, 1979
22. Mortkowicz-Olczakowa H., Janusz Korczak, Kraków, Wydawnictwo J. Mortkowicz, 1949
23. Myśl pedagogiczna Janusza Korczaka, Nowe źródła, wybór M. Falkowska, Warszawa, Nasza Księgarnia, 1983
24. Newerly I., Żywe wiązanie, Warszawa, Czytelnik, 1966
25. Newerly I., Rozmowa w sadzie piątego sierpnia o chłopcu z bardzo starej fotografii, Warszawa, Czytelnik, 1984
26. Reminiscencje myśli Janusza Korczaka wykorzystane w nowoczesnych modelach kształcenia, red. M. Juszczyk, Częstochowa, WSP, 1996
27. Rogowska-Falska, Maria., Zakład Wychowawczy "Nasz Dom". Szkic informacyjny. Wspomnienia z maleńkości, Warszawa, PZWS 1959
28. Rusakowska D., Janusz Korczak o szkole. Poglądy – oceny – doświadczenia, Warszawa, IDP, 1989
29. Szlązakowa A., Janusz Korczak, Warszawa: WSiP, 1978
30. Szlązakowa A., Janusz Korczak w legendzie poetyckiej, Warszawa, INTERLIBRO, 1992
31. Szymańska D., Sympozjum na zakończenie stulecia dziecka, Problemy Opiekuńczo-Wychowawcze, 2001, nr 1
32. Tarnowski J., Janusz Korczak dzisiaj, Warszawa: ATK, 1990
33. Twardowski J., O Januszu Korczaku, Więź, 1972, nr 6
34. Twardowski J., Rozmowy pod modrzewiem, Warszawa: Pax, 1999
35. W Korczakowskim Kręgu, Zielona Góra, 1993 nr 34
36. W Korczakowskim Kręgu, Zielona Góra, 1999 nr 40
37. W Korczakowskim Kręgu, Zielona Góra, 1999 nr 41
38. W Korczakowskim Kręgu, Zielona Góra, 2000 nr 42
39. Wołoszyn, Stefan, Janusz Korczak jako pisarz, Wiedza Powszechna, Warszawa, 1982
40. Wołoszyn S., Korczak, Warszawa, Wiedza Powszechna, 1987
41. Wróblewski M., O Januszu Korczaku, Nowe Widnokręgi, Moskwa 1944, nr 8
42. Wspomnienia o Januszu Korczaku, Warszawa: Nasza Księgarnia, 1989
43. Wspomnienia o Januszu Korczaku, wybór i oprac. Ludwika Barszczewska, Bolesław Milewicz (wstęp Igor Newerly), Warszawa, Nasza Księgarnia, 1981
44. Żółkiewska W., Czarodziej, Warszawa, Krajowa Agencja Wydawnicza, 1979
45. M. Jaworski, Janusz Korczak, Warszawa 1973, s. 18
46. Korczak J. Pamiętnik, Wybór pism, tom 4, 1958
47. Newerly I.: Żywe wiązanie. Warszawa, Czytelnik, 1966
48. Lifton, B. J. (2003): Who was Janusz Korczak? In J. Korczak, Ghetto diary (pp. vii–xxx). New Haven, CT: Yale University Press.
49. Valejeva, R. (1996): Korczak theory in the context of the humanistic pedagogy. [w:] A. Cohen, S. Aden, & R. Yatziv (Eds.): Studies in the legacy of Janusz Korczak, 1 (pp. 93–89). Haifa, Israel: University of Haifa Publishing House, The Janusz Korczak Associaion in Israel, and Beit Lochamei Hagetaot.
50. Kohlberg, L. (1981): Education for justice: The vocation of Janusz Korczak. [In:] L. Kohlberg (Ed.): Essays on moral development, Volume 1: The philosophy of moral development (pp. 400–407). San Francisco: Harper and Row.
51. Reiter, S., Asgad, B., Sachs, S. 1990: The implementation of a philosophy in education - Korczak, Janusz educational principles as applied in special education, The British journal of mental subnormality, 1990, 4 -16
52. Korczak, J.: Ghetto diary. New Haven, Conn: Yale University Press, 2003.
53. Korczak J.: Pamiętnik. Wybór pism, tom 4, 1958.
54. Korczak (film)
55. Anna Mieszkowska, Dzieci Ireny Sendlerowej WWL MUZA SA, str. 134, wiersz 5-19
56. Korczak, J.: Janusz Korczak w getcie: nowe źródła (wstęp i redakcja naukowa Aleksander Lewin). Warszawa, Conn: Latona, 1992, s. 310.
57. Betty Jean Lifton „The King of Children. A Biography of Janusz Korczak”. New York-Toronto 1988
58. Maria Falkowska „Kalendarz życia, działalności i twórczości Janusza Korczaka”. Warszawa 1989